# Нойенгёрс
Нойенгёрс (нем. Neuengörs) — община в Германии, в земле Шлезвиг-Гольштейн. 
Входит в состав района Зегеберг. Подчиняется управлению Трафе-Ланд.  Население составляет 785 человек (на 31 декабря 2010 года). Занимает площадь 13,4 км².